# Hermann Strasser

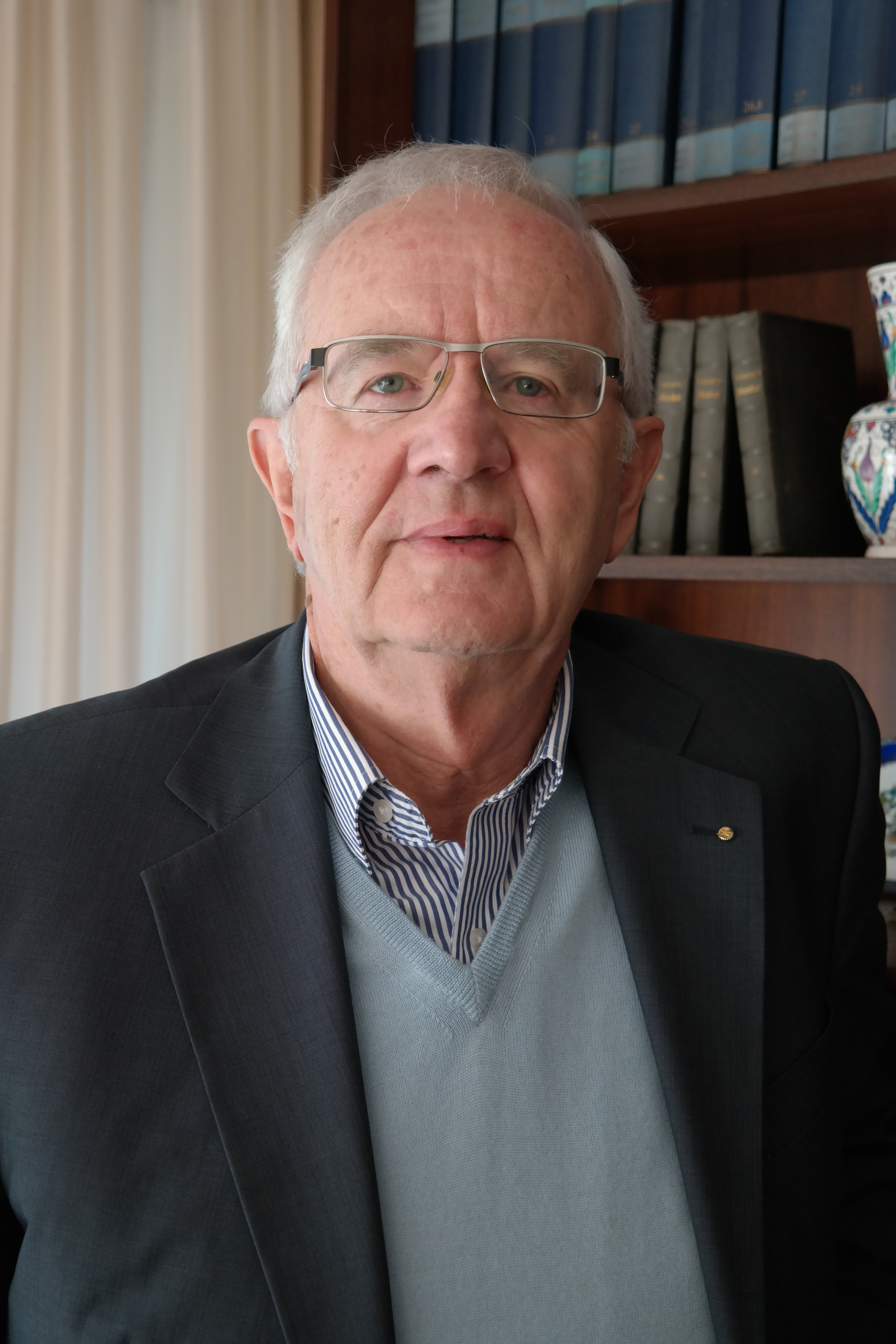
Hermann Strasser (2014)

Hermann Strasser (* 28. November 1941 in Altenmarkt im Pongau) ist ein österreichischer Soziologe und Publizist.

## Leben und Werk
Strasser studierte Wirtschaftswissenschaften an der Universität Innsbruck, erwarb dort 1964 das Diplom als Volkswirt und wurde nach einem Studienaufenthalt an der Freien Universität Berlin 1967 zum Dr. rer. oec. promoviert (Doktorvater: Clemens August Andreae). 1968 ging Strasser als Fulbright-Stipendiat in die USA, absolvierte ein Postgraduierten-Studium der Soziologie an der Fordham University in New York City und erhielt dort den Ph.D. in Soziologie (Doktorvater: Werner Stark). 1971/72 war er Visiting Professor am Department of Sociology and Anthropology der University of Oklahoma, Norman. Von 1972 bis 1977 war er Wissenschaftlicher Mitarbeiter in der Abteilung Soziologie am Institut für Höhere Studien in Wien. 1976 habilitierte er sich für das Fach Soziologie an der Universität Klagenfurt bei Paul Kellermann und Friedrich Fürstenberg.
1977 erhielt er den Ruf auf den Lehrstuhl für Soziologie an der damaligen Gesamthochschule Duisburg, heute Universität Duisburg-Essen, Standort Duisburg. Am 1. März 2007 wurde er emeritiert.
Seine Lehr- und Forschungsschwerpunkte sind: Soziologische Theorie, Kultursoziologie und Sozialstrukturanalyse (Ungleichheit, Wandel, Arbeitslosigkeit, Drogenkonsum, abweichendes Verhalten, bürgerschaftliches Engagement).
Ein Hauptanliegen von Strasser ist, die Soziologie als zentrale Sozialwissenschaft zu begreifen, die die Gesellschaft und ihre Teile im Verbund auf der Struktur- und Handlungsebene zum Gegenstand hat. Sie müsse daher empirisch breit angelegt, theoretisch fundiert und allgemein verständlich sein. Die Soziologie dürfe sich weder nur als „Theaterkritikerin“ verstehen, denn auch das Wirtschaften beruht auf sozialen und kulturellen Bedingungen, noch nur zur bloßen „Resteverwerterin“ werden, um die von den Ökonomen ungeliebten Themen der zwischenmenschlichen Beziehungen, informellen Gruppen, Werthaltungen und der sozialen Ungleichheit zu bearbeiten.
Nach ihm beruht die Soziologie auf drei inhaltlichen Säulen: der soziologischen Theorie, der Erforschung der sozialen Ungleichheit und des sozialen Wandels. Seine Buch- und Zeitschriftenpublikationen spannen den Bogen von den Gründen für die Unterschiede zwischen den soziologischen Theorien (z. B. The Normative Structure of Sociology, 1976) über die Frage nach den Ursachen, dem Ausmaß und den Formen sozialer Ungleichheit (z. B. Ende der Klassengesellschaft? 1990) bis zum Zusammenhang von Ordnung und Wandel der menschlichen Gesellschaft (z. B. Einführung in die Theorien des sozialen Wandels, 1978). Großen Einfluss auf seine soziologische Denkweise hatten Werner Stark, Pierre Bourdieu, Erving Goffman, Talcott Parsons und Ralf Dahrendorf.
Für Strasser ist der Mensch ein sinnstiftender Geschichtenerzähler, denn der Mensch muss seine Welt selbst errichten und mit Hilfe der Sprache entbergen. Seine lebensgeschichtlich begründete Erfahrung hat daher eine hohe Legitimationskraft. In einer Biografie machen die Hauptakteure der Geschichte den Schritt vom Zeitgenossen zum Zeitzeugen.
So begründete Strasser in den 1980er Jahren auch sein Interesse am Schreiben von Reden für Manager und Politiker, aber auch von Unternehmens-, Familien- und Personenbiografien. Zu diesem Zweck gründete er eine Schreibwerkstatt und nannte sie V·E·R·B·A·L, aus der eine Reihe von Biografieprojekten hervorgegangen ist, in denen er als Projektleiter und/oder als Autor fungierte. Neben über 400 Aufsätzen in in- und ausländischen Fachzeitschriften ist er Autor bzw. Herausgeber von mehr als 30 Büchern. Nicht zuletzt dokumentiert eine Festschrift zu seinem 65. Geburtstag, herausgegeben von seinem langjährigen Mitarbeiter Gerd Nollmann, Inhalt und Breite seines wissenschaftlichen Interesses. Er ist überdies unregelmäßiger Kommentator führender Tageszeitungen und Interviewpartner von Radio- und Fernsehsendern.
2014 erschien seine Autobiografie, in der er den Bogen spannt von seinem Lebenslauf und den Porträts seiner Weggefährten über die politischen, gesellschaftlichen und wirtschaftlichen Ereignisse seiner Kind- und Jugendzeit sowie seiner Studien-, Lehr- und Forschungsaufenthalte in Österreich, Deutschland und den U.S.A. bis zu seiner Berufung auf den Lehrstuhl an der damaligen Gesamthochschule Duisburg. Inzwischen ist der zweite Band seiner Autobiografie „Mein preußisches Jahrzehnt 1978-1989: Wendezeiten erleben, Gesellschaft verstehen“ erschienen, in dem es um die Eingewöhnungsphase in seiner zweiten Heimat Duisburg und Ratingen geht. Im Vordergrund steht die Elternschule, das Entstehen der neuen Hochschullandschaft in Duisburg und wie der Wissenschaftszug Fahrt aufnimmt. Der Wendepunkt 1985 durch den Tod seiner Mutter und den Verkauf seines Elternhauses ließ ihn auch die Frage stellen, ob er damit seine Heimat verloren habe.
In den ersten zehn Jahren nach seiner Emeritierung 2007 hat er unter dem Titel „Gesprächiges Schweigen eines Unterhundertjährigen: Stolpersteine des Alterns“ einen Selbsttest als Lebensmitschrift, eine Art Tage- oder Wochenbuch, zu Papier gebracht. Mit diesem „Gesprächigen Schweigen“ begab er sich einerseits auf den Weg der Selbstfindung; andererseits fühlte er sich auch als Seismograf des Weltgeschehens, des Horizonts, vor dem sein Leben weitergeht. Dazu ist auch eine Reihe von Vorträgen und Zeitschriftenbeiträgen entstanden. In diesem Selbsttest des Alterns wird er auch zum Chronisten des Zeitgeschehens. Wie er einmal sagte, wolle er das „Gesprächige Schweigen“ bis zu seinem 101. Geburtstag weiterführen. Aber dann soll Schluss sein. Inzwischen sind auch einige Bücher u. a. in der Edition soziologie heute entstanden.

## Schriften

### Autorenschaften
- The Normative Structure of Sociology (London: Routledge & Kegan Paul, 1976, port. 1978)
- Einführung in die Theorien des sozialen Wandels (Neuwied: Luchterhand, 1979, engl. 1981)
- Probleme der Industriegesellschaft (Stuttgart: Klett, 1985)
- Ende der Klassengesellschaft? (Regensburg: Transfer-Verlag, 1990)
- Architekten und Ingenieure gestalten ihre Stadt. 100 Jahre Architekten- und Ingenieur-Verein Düsseldorf (Düsseldorf: Richter Verlag, 1993)
- Cocas Fluch: Zur gesellschaftlichen Karriere des Kokains (Opladen: Westdeutscher Verlag, 1994)
- Arbeitslos in Duisburg (Duisburg: Sokoop-Verlag, 1996)
- Modern Germany (New York: McGraw-Hill, 2000)
- Die Jahrhundertreise: Die Turcks aus Westfalen (Frankfurt/M. u. a.: Peter Lang Verlag, 2001)
- "Das da draußen ist ein Zoo, und wir sind die Dompteure": Polizisten in Konflikt mit ethnischen Minderheiten und sozialen Randgruppen (Wiesbaden: VS Verlag für Sozialwissenschaften, 2008)
- Köpfe der Ruhr: 200 Jahre Industriegeschichte und Strukturwandel im Lichte von Biografien (Essen: Klartext Verlag, 2009)
- Hans Weber – Lebens(t)räume. 3. Auflage. (Bühl: ikotes, 2016)
- Gestatten, bestatten! Siebzehn nicht nur abwegige Kurzgeschichten (Duisburg: Gilles & Francke Verlag, 2012)
- Die Erschaffung meiner Welt: Von der Sitzküche auf den Lehrstuhl. Autobiografie. 3. Aufl. (CreateSpace Independent Publishing Platform, 2016)
- Der Kommunikator als Architekt der Gesellschaft: Blicke, Worte, Gesten. (Edition soziologie heute. Amazon / Kindle Direct Publishing, 2020)
- Promis im Wandel: Von den Celebritys zu den Influencern (Amazon / Kindle Direct Publishing, 2021)
- Der Mensch ist nicht normal: Geschichten kreuz und quer (Amazon / Kindle Direct Publishing, 2023)
- Mein preußisches Jahrzehnt 1978-1989: Wendezeiten erleben, Gesellschaft verstehen (Amazon / Kindle Direct Publishing, 2025)

### Herausgeberschaften
- Determinants and Controls of Scientific Development (Dordrecht, Holland: D. Reidel Publishing Company, 1975)
- Wissenschaftssteuerung: Soziale Prozesse der Wissenschaftsentwicklung (Frankfurt/New York:  Campus Verlag, 1976)
- Die gesellschaftliche Konstruktion der Entfremdung (Frankfurt/New York: Campus Verlag, 1977)
- Realizing Social Science Knowledge: The Political Realization of Social Science Knowledge and Research: Toward New Scenarios – A Symposium in Memoriam of Paul F. Lazarsfeld (Würzburg/Wien: Physica Verlag, 1983)
- Die Analyse sozialer Ungleichheit: Kontinuität, Erneuerung, Innovation (Opladen: Westdeutscher Verlag, 1985)
- Soziale Ungleichheit und Sozialpolitik: Legitimation, Wirkung, Programmatik (Regensburg: Transfer Verlag, 1986)
- Status Inconsistency in Modern Societies (Duisburg: Sozialwissenschaftliche Kooperative, 1986)
- Change and Strain in Social Hierarchies: Theory and Method in the Study of Status Inconsistency (New Delhi: Ajanta Books International, 1993)
- In Search of Community: Essays in Memory of Werner Stark, 1909-1985 (New York: Fordham University Press, 1993)
- Schwer vermittelbar. Zur Theorie und Empirie der Langzeitarbeitslosigkeit (Opladen: Westdeutscher Verlag, 1997)
- Globalisierungswelten: Kultur und Gesellschaft in einer entfesselten Welt (Köln: von Halem Verlag, 2003)
- Das individualisierte Ich in der modernen Gesellschaft (Frankfurt/M.: Campus Verlag, 2004)
- Endstation Amerika? Sozialwissenschaftliche Innen- und Außenansichten (Wiesbaden: VS Verlag für Sozialwissenschaften, 2005)
- Woran glauben? Religion zwischen Sinnsuche und Kulturkampf (Essen: Klartext Verlag, 2007)
- Brunhilde Jakisch, Mein Herz ist wie ein junges Pferd: Gedichte von Liebesleid und Herzschmerz. Aufgeschrieben und herausgegeben von Hermann Strasser (CreateSpace Independent Publishing Platform, 2016)